# Quận Marion, Indiana
Quận Marion là một quận thuộc tiểu bang Indiana, Hoa Kỳ.
Quận này được đặt tên theo. Theo điều tra dân số của Cục điều tra dân số Hoa Kỳ năm 2010, quận có dân số 903.393 người, là quận đông dân nhất ở tiểu bang này và có dân số đông hơn 6 bang khác của Hoa Kỳ. Quận lỵ đóng ở Indianapolis.

## Địa lý
Theo Cục điều tra dân số Hoa Kỳ, quận có diện tích 1044 km2, trong đó có 18 km2 là diện tích mặt nước.